# Gersik Putih
Gersik Putih is een bestuurslaag in het regentschap Sumenep van de provincie Oost-Java, Indonesië. Gersik Putih telt 1020 inwoners (volkstelling 2010).